# Jacob van Eyck
Pour les articles homonymes, voir Van Eyck.
Jacob van Eyck, né vers 1590 et mort le 26 mars 1657 à Utrecht, est un musicien néerlandais. Il a été l'un des musiciens les plus connus des Pays-Bas au XVIIe siècle en tant que carillonneur, organiste, flûtiste et compositeur.

## Biographie
Il est né aveugle, dans une famille noble de la petite ville d'Heusden. En 1625, il quitte la ville et devient carillonneur de la cathédrale d'Utrecht. En 1628, il devient le carillonneur en chef.
René Descartes, Isaac Beeckman, Constantijn Huijgens et d'autres scientifiques ont loué sa connaissance de l'acoustique et de l'accordage des cloches. D'autres carillonneurs sont venus à Utrecht afin d'étudier avec lui.

## Compositions
Jacob van Eyck a composé Der Fluyten Lust-hof (« Le jardin des plaisirs de la flûte »). Des éditions de cette œuvre ont été publiées en 1644, 1646, 1649, 1654, et 1656 par le libraire, éditeur et compositeur Paulus Matthysz. Der Fluyten Lust-hof est une collection très complète de pièces pour flûte à bec soprano solo. Ces pièces constituent un répertoire très varié puisé dans les chansons en vogue (Etienne Moulinié, Gabriel Bataille, John Dowland, Giulio Caccini entre autres), et parmi les airs populaires néerlandais ou les chants religieux réformés. Notées par un tiers (probablement Matthysz lui-même), ces variations sont souvent exigeantes et peuvent demander une certaine virtuosité instrumentale.